# Aethes furvescens
Aethes furvescens es una especie de polilla del género Aethes, categorizada en la tribu Cochylini, de la subfamilia Tortricinae.

## Distribución
Se distribuye por China.

## Taxonomía
Fue descrita por Bai Guo & Guo en 1996 y publicada en (Aethes), Acta ent. sin. 39: 191.